# Chase Atlantic
Chase Atlantic ist eine australische Alternative-Band, bestehend aus Sänger Mitchel Charles Cave (* 2. Dezember 1996), Gitarrist und Saxophonist Clinton Jules Cave (* 4. Juli 1993) und Gitarrist Christian James Colin Anthony (* 3. September 1997).

## Geschichte
Mitchel Cave und Christian Anthony waren im Alter von 15 und 14 Jahren Teil der australischen Boygroup What About Tonight, die bei X-Factor Australia auftrat. Aus schulischen Gründen traten sie jedoch aus und setzten ihre musikalische Karriere zusammen mit Mitchels Bruder Clinton später als Band fort.
Die Band war von 2011 bis 2014 unter dem Namen K.I.D.S (Kind Imaginations Destructive Situations) tätig, änderte diesen jedoch zu Chase Atlantic.
Inzwischen tritt die Band grundsätzlich mit Unterstützung von Schlagzeuger Jesse Paul Boyle und Bassist Patrick Dean Wilde auf, die aber offiziell keine Mitglieder von Chase Atlantic sind.
2014 veröffentlichten sie ihre erste EP, Dalliance. Im gleichen Jahr folgte die Single Meddle About und ein Jahr später die zweite EP, Nostalgia. 2016 veröffentlichten sie die Single Obsessive und 2017 drei Teile ihres Debüt-Albums als EP. 2017 folgte auch ihr Debüt-Album mit dem Namen Chase Atlantic. 
Nach der Veröffentlichung ihres ersten Albums erfolgte eine eigene Tournee durch die USA, gefolgt von vier australischen und neuseeländischen Tourdaten als Vorband von Blackbear, sowie Auftritte bei Vans Warped Tour Rewind. 2018 unterstützten sie Lights, Good Charlotte und Sleeping with Sirens auf dem europäischen Teil der Gossip Tour und spielten im August ihre ersten eigenen Shows in Europa, davon zwei in Deutschland und eine in Dänemark. Bereits im Dezember gleichen Jahres spielten sie erneute vier Konzerte in Deutschland, welche in Dortmund, Hamburg, Aschaffenburg und München stattfanden. Daraufhin kamen sie erst im Oktober des darauffolgenden Jahres zurück nach Deutschland für erneute vier Konzerte.
2018 veröffentlichten sie die Singles Numb To The Feeling, Tidal Wave, You Too und Like A Rockstar. 2019 erschien ihr Album Phases. Im Jahr 2021 erschien ihr drittes Album Beauty in death mit 12 Songs.

## Diskografie
Studioalben
- 2017: Chase Atlantic
- 2019: Phases
- 2021: Beauty in Death
- 2022: Beauty in Death (Deluxe Edition)
- 2024: Lost in Heaven

EPs
- 2014: Dalliance
- 2015: Nostalgia
- 2016: Paradise
- 2017: Part One
- 2017: Part Two
- 2017: Part Three
- 2019: Don’t Try This

Lieder (Auswahl)
- 2014: Meddle About (UK: Silber)
- 2015: Friends (UK: Gold)
- 2015: Into It (UK: Gold, US: Gold)
- 2017: Swim (UK: Gold, US: Platin)
- 2019: Devilish
- 2019: Heaven and Back
- 2021: Ohmami (US: Gold)

## Auszeichnungen für Musikverkäufe
| Goldene Schallplatte - Brasilien - 2022: für die Single Devilish - 2023: für die Single Heaven and Back - Dänemark - 2025: für das Album Chase Atlantic - 2025: für die Single Swim - 2025: für die Single Friends - Frankreich - 2024: für die Single Swim - Kanada - 2023: für das Lied Slow Down - 2025: für das Album Chase Atlantic - Neuseeland - 2025: für das Album Chase Atlantic - Polen - 2024: für das Lied Slow Down - Spanien - 2025: für die Single Swim - Vereinigtes Königreich - 2023: für das Lied Slow Down | Platin-Schallplatte - Brasilien - 2024: für die Single Ohmami - Kanada - 2023: für die Single Friends - Polen - 2023: für die Single Swim - 2024: für die Single Into It 2× Platin-Schallplatte - Kanada - 2023: für die Single Into It - 2025: für die Single Swim - Portugal - 2025: für die Single Swim |

| Land/RegionAuszeichnungen für Musikverkäufe (Land/Region, Auszeichnungen, Verkäufe, Quellen) | Silber     | Gold       | Platin       | Verkäufe  | Quellen             |
| -------------------------------------------------------------------------------------------- | ---------- | ---------- | ------------ | --------- | ------------------- |
| Brasilien (PMB)                                                                              | —          | 2× Gold2   | Platin1      | 80.000    | pro-musicabr.org.br |
| Dänemark (IFPI)                                                                              | —          | 3× Gold3   | —            | 100.000   | ifpi.dk             |
| Frankreich (SNEP)                                                                            | —          | Gold1      | —            | 100.000   | snepmusique.com     |
| Kanada (MC)                                                                                  | —          | 2× Gold2   | 5× Platin5   | 480.000   | musiccanada.com     |
| Neuseeland (RMNZ)                                                                            | —          | Gold1      | —            | 7.500     | radioscope.co.nz    |
| Polen (ZPAV)                                                                                 | —          | Gold1      | 2× Platin2   | 125.000   | olis.pl             |
| Portugal (AFP)                                                                               | —          | —          | 2× Platin2   | 20.000    | Einzelnachweise     |
| Spanien (Promusicae)                                                                         | —          | Gold1      | —            | 30.000    | elportaldemusica.es |
| Vereinigte Staaten (RIAA)                                                                    | —          | 2× Gold2   | Platin1      | 2.000.000 | riaa.com            |
| Vereinigtes Königreich (BPI)                                                                 | 2× Silber2 | 3× Gold3   | —            | 1.600.000 | bpi.co.uk           |
| Insgesamt                                                                                    | 2× Silber2 | 16× Gold16 | 11× Platin11 |           |                     |